# Parallelia armata
Parallelia armata là một loài bướm đêm trong họ Erebidae.